# Alexandra Cadanțu-Ignatik
Alexandra Cadanțu-Ignatik (ur. 3 maja 1990 w Bukareszcie) – rumuńska tenisistka.
Jej mężem jest tenisista Władimir Ignatik.

## Kariera tenisowa
Tenisistka występująca głównie w turniejach rangi ITF. Zadebiutowała w maju 2005 roku w kwalifikacjach do turnieju w Bukareszcie, biorąc w nich udział dzięki dzikiej karcie przyznanej przez organizatorów. Dwa tygodnie później wygrała kwalifikacje do podobnego turnieju w Balș i po raz pierwszy zagrała w turnieju głównym. Udział swój zakończyła jednak już na pierwszej rundzie, przegrywając z rodaczką, Lianą Balaci. We wrześniu 2006 roku wygrała swój pierwszy turniej singlowy, w Bukareszcie, pokonując w finale Irinę-Camelie Begu. Pierwszy turniej deblowy wygrała w 2010 roku, w Bol, gdzie w parze z Alexandrą Damaschin pokonały słowacką parę Chantal Škamlová / Romana Tabaková. W sumie w czasie swojej kariery wygrała dziesięć turniejów singlowych i trzynaście deblowych rangi ITF.
W 2011 roku trzykrotnie wzięła udział w kwalifikacjach do turniejów WTA w Bogocie, Fezie i Estoril, ale za każdym razem odpadała w już w pierwszej rundzie. Sukcesy w rozgrywkach ITF w 2010 roku i udane starty na początku roku 2011 pozwoliły tenisistce na wejście po raz pierwszy do drugiej setki światowego rankingu WTA i 9 maja 2011 roku osiągnięcie miejsca nr 198.
W 2013 roku osiągnęła trzy półfinały w turniejach gry pojedynczej cyklu WTA Tour – w Katowicach, Budapeszcie i Baku. Prócz tego osiągnęła dwa ćwierćfinały – w Bogocie i Taszkencie.
W 2014 roku triumfowała w pierwszym turnieju rangi WTA Tour w grze podwójnej. Razem z Eleną Bogdan pokonały w meczu mistrzowskim wynikiem 6:4, 3:6, 10–5 debel Çağla Büyükakçay–Karin Knapp.

## Finały turniejów WTA
| Legenda                     | Legenda |
| --------------------------- | ------- |
| Wielki Szlem                |         |
| Igrzyska olimpijskie        |         |
| WTA Tour Championships      |         |
| 2009 – 2020                 |         |
| WTA Premier Mandatory       |         |
| WTA Premier 5               |         |
| WTA Premier                 |         |
| WTA International Series    |         |
| WTA 125K series (2012–2020) |         |

### Gra pojedyncza 1 (0–1)
| Końcowy wynik | Nr | Data           | Turniej   | Nawierzchnia | Przeciwniczka | Wynik finału |
| ------------- | -- | -------------- | --------- | ------------ | ------------- | ------------ |
| Finalistka    | 1. | 26 lutego 2012 | Monterrey | Twarda       | Tímea Babos   | 4:6, 4:6     |

### Gra podwójna 3 (1–2)
| Końcowy wynik | Nr | Data             | Turniej   | Nawierzchnia | Partnerka          | Przeciwniczki                         | Wynik finału      |
| ------------- | -- | ---------------- | --------- | ------------ | ------------------ | ------------------------------------- | ----------------- |
| Finalistka    | 1. | 28 kwietnia 2012 | Fez       | Ceglana      | Irina-Camelia Begu | Petra Cetkovská Aleksandra Panowa     | 6:3, 6:7(5), 9–11 |
| Zwyciężczyni  | 1. | 13 lipca 2014    | Bukareszt | Ceglana      | Elena Bogdan       | Çağla Büyükakçay Karin Knapp          | 4:6, 6:3, 10–5    |
| Finalistka    | 2. | 17 lipca 2016    | Bukareszt | Ceglana      | Katarzyna Piter    | Jessica Moore Varatchaya Wongteanchai | 3:6, 6:7(5)       |

## Finały turniejów WTA 125K series

### Gra pojedyncza 1 (0–1)
| Końcowy wynik | Nr | Data            | Turniej | Nawierzchnia | Przeciwniczka     | Wynik finału   |
| ------------- | -- | --------------- | ------- | ------------ | ----------------- | -------------- |
| Finalistka    | 1. | 11 czerwca 2017 | Bol     | Ceglana      | Aleksandra Krunić | 3:6, 0:3 krecz |

## Wygrane turnieje rangi ITF
| turnieje z pulą nagród 100 000 $ |
| turnieje z pulą nagród 75 000 $  |
| turnieje z pulą nagród 50 000 $  |
| turnieje z pulą nagród 25 000 $  |
| turnieje z pulą nagród 15 000 $  |
| turnieje z pulą nagród 10 000 $  |

### Gra pojedyncza
|     | Data       | Turniej        | ($)     | Naw.   | Finalistka           | Wynik            |
| 1.  | 10/09/2006 | Bukareszt      | 10 000  | ziemna | Irina-Camelia Begu   | 6:3, 1:6, 6:3    |
| 2.  | 15/07/2007 | Bukareszt      | 10 000  | ziemna | Ioana Gașpar         | 6:2, 6:3         |
| 3.  | 23/05/2010 | Bukareszt      | 10 000  | ziemna | Diana Enache         | 6:2, 6:4         |
| 4.  | 30/05/2010 | Krajowa        | 10 000  | ziemna | Mădălina Gojnea      | 5:7, 6:3, 6:0    |
| 5.  | 24/10/2010 | Ain Elsokhna   | 10 000  | ziemna | Zuzana Zlochova      | 6:2, 6:3         |
| 6.  | 21/11/2010 | Niterói        | 25 000  | ziemna | Julia Cohen          | 6:1, 1:6, 6:1    |
| 7.  | 05/12/2010 | Rio de Janeiro | 25 000  | ziemna | Julia Cohen          | 6:1, 6:3         |
| 8.  | 11/09/2011 | Biella         | 100 000 | ziemna | Mariana Duque Mariño | 6:4, 6:3         |
| 9.  | 15/06/2015 | Gałacz         | 25 000  | ziemna | Cristina Dinu        | 6:4, 6:7(2), 6:3 |
| 10. | 01/11/2020 | Heraklion      | 15 000  | ziemna | Andreea Roșca        | 4:6, 6:3, 6:3    |